# Tuer le père
Tuer le père est le vingtième roman de l'écrivaine belge Amélie Nothomb. Il s'agit d'une nouvelle (formatée en roman  par l'éditeur) parue en 2011 chez Albin Michel.

## Présentation
« Allez savoir ce qui se passe dans la tête d'un joueur ».
Le sujet du livre est « le bluff parfait ». Amélie Nothomb nous en donne sa définition : 

« Le bluff parfait c'est créer un très grand tour de magie. J’emmène le lecteur avec moi, on crée quelque chose, une émotion s'installe et puis, tout à fait à la fin, on se rend compte qu'on était parti exactement dans la fausse direction parce que ça n'était pas du tout ça qui était en train de se raconter ; et pourtant tout s'est passé sous nos yeux, rien n'a été caché, c'était là, simplement on l'a pas vu. »

## Contenu et résumé
Ce roman d'Amélie Nothomb entre encore une fois dans les rapports familiaux et extra-familiaux, qui ont tant caractérisé son œuvre. 
Joe Whip est un adolescent qui vit avec sa mère à Reno, il ne connaît pas son père. Il a pour seule passion, la magie. Un jour, sa mère qui souffre de n'avoir jamais pu garder un homme plus que quelques semaines, demande à Joe de quitter le foyer pour qu'elle puisse préserver sa relation naissante avec un homme qui profite de sa situation financière. Il vivote dans un motel jusqu'à sa rencontre avec Norman Terence, le plus grand des magiciens. Entre eux va s'établir une relation tout à fait particulière, qui va au-delà de la relation professeur-élève et Norman finit par le considérer comme son fils. Joe vit chez Norman et sa compagne, Christina, une fière danseuse, dont il tombe éperdument amoureux.